# 清水森
清水森（しみずもり）は青森県弘前市の地名。郵便番号は036-8113。

## 地理
大和沢川沿い南側で、北東部をJR奥羽本線が、中央を青森県道128号松木平撫牛子停車場線が貫く。北は門外、東は堀越、東から南にかけて松木平、西は小栗山に接する。

### 小字
小字として沢田・清水野・下川原・沼田・野田・堀川田・前田・村元がある。

## 地名の由来
大和沢川の伏流水が湧き水となり現れる清水が多いことから。

## 世帯数と人口
2017年（平成29年）6月1日現在の世帯数と人口は以下の通りである。
| 大字               | 世帯数  | 人口  |
| ------------------ | ------- | ----- |
| 清水森（小字全域） | 364世帯 | 927人 |

## 施設

### 商業
- 環和浄化サービスセンター

### 工業
- (株)湯の里木材工業所弘前工場

## 小・中学校の学区
市立小・中学校に通う場合、学区は以下の通りとなる。
| 大字   | 番・番地 | 小学校             | 中学校             |
| ------ | -------- | ------------------ | ------------------ |
| 清水森 | 全域     | 弘前市立千年小学校 | 弘前市立第五中学校 |

## 交通
- 弘南バス

清水森北口、清水森、清水森南口（弘前バスターミナル - 清原・安原 - 小栗山線。神田 - 清原・安原 - 小栗山線）停留所。